# Molly Moon
Molly Moon är en barn- och ungdomsbokserie av Georgia Byng, utgiven 2002-2013 i sju delar.
Böckerna är fantasy, och budskapet som författaren försöker ge i den första boken är att vänner är viktigare än pengar och berömmelse.
Böckerna handlar om Molly Moon, som växer upp på det förfallna barnhemmet Hardwick House. Hon är utfryst och tar ibland sin tillflykt till byns bibliotek. Där hittar hon en dag efter ett gräl med sin bästa vän en bok om hypnotism. Hon tar med boken hem till barnhemmet, och det visar sig att hon har en talang för ämnet. Hon är inte ensam på barnhemmet, hon har Rocky. Rocky har varit hennes vän sen hon var väldigt liten. Tillsammans med honom och Petula, hennes hund, kommer de att vara med om många äventyr.